# إدوارد بيرتلس
إدوارد بيرتلس هو لاعب كرة قدم بلجيكي في مركز الوسط، ولد في 8 أكتوبر 1932 في Geel ‏ في بلجيكا، وتوفي في 9 مارس 2011. شارك مع منتخب بلجيكا لكرة القدم. أما مع النوادي، فقد لعب مع رويال أنتويرب ونادي تورنهاوت ونادي جينك.

## وصلات خارجية
- إدوارد بيرتلس على موقع الاتحاد البلجيكي (الإنجليزية)
- إدوارد بيرتلس على موقع قاعدة بيانات كرة القدم.إي يو (الإنجليزية)
- إدوارد بيرتلس على موقع ناشيونال فوتبول تيمز (الإنجليزية)